# Conioscinella
Conioscinella is een vliegengeslacht uit de familie van de halmvliegen (Chloropidae).

## Soorten
- C. alpicola (Strobl, 1893)
- C. alpigena (Strobl, 1909)
- C. bicingulata (Strobl, 1893)
- C. elegans (Becker, 1910)
- C. flavescens (Tucker, 1908)
- C. frontalis (Tucker, 1908)
- C. frontella (Fallen, 1820)
- C. gallarum (Duda, 1933)
- C. grisescens (Sabrosky, 1940)
- C. hinkleyi (Malloch, 1915)
- C. livida Nartshuk, 1970
- C. mimula Collin, 1946
- C. nuda (Adams, 1905)
- C. obscuripila Duda, 1933
- C. sordidella (Zetterstedt, 1848)
- C. triorbiculata (Sabrosky, 1940)
- C. zetterstedti Andersson, 1966
- C. zuercheri Duda, 1933